# ワイルドで行こう! BORN TO BE WILD
『ワイルドで行こう! BORN TO BE WILD』（ワイルドでいこう ボントウビィワイルド）は、1988年10月17日から1989年3月20日までフジテレビ系で放送された、大沢樹生・内海光司主演の、狼男をテーマにした青春ファンタスティック・コメディドラマ。

## 概要
フジテレビでは毎週月曜19:30～19:58に放送されていた。当初は1クールの予定だったが、放送期間が延長され、そのため2部構成となった。タイトルロゴは第1部が手書き、第2部が特殊スタイル書体であり斜面で表記していた。
大沢と内海が当時光GENJIのメンバーでありジャニーズ事務所所属であったことや、内海が現在も旧ジャニーズ事務所全所属者の受け皿であり同事務所の事業を継承したSTARTO ENTERTAINMENTに所属していることと肖像権との絡みで、本放送終了後の再放送、ソフト化はされていない。

## 出演者
- 伊藤明 - 大沢樹生：本作の主人公。スポーツ万能でかなりの美形のため大いにモテるが実は美しい女性に触れると変身してしまう狼男。男性に触れることで元に戻ることができる。そのため、よくホモと勘違いされることが多い。
- 麻生治 - 内海光司：本作のもう1人の主人公。バイト中に狼姿の明と遭遇し彼の特殊体質を知り妹の操とともに明と生活を共にすることになる。早百合に惚れているが明の体質のせいで周りから彼とは怪しい関係なのではと誤解されている。(操もその一人だった)
- 麻生操 - 喜多嶋舞：本作のヒロイン。治の妹。明のことは当初良く思っておらず兄との怪しい関係を疑っていたが彼の特殊体質を知ってからは良き理解者となり互いに惹かれ合うようになる。
- 早百合 - 吉田美江 : 治の想い人。かなりの美人で誰に対しても丁寧に接する。時折、治や明との約束をドタキャンしたり妹の世話を頼むなど都合よく使うことはあるものの基本的には二人に対し好意的で信頼を寄せている。石黒に対してはあまり好感は抱いていない。
- 石黒 - 桑野信義 : 治と明のバイト先の先輩。二人に対して理不尽かつ嫌味っぽいため彼らからは疎まれている。その上スケベでもあるため彼ら以外のバイトの女の子、はたまた早百合からも快く思われてない。
- れい子 - 黒田福美：明たちの隣家の住人。艶かしい美人であるが明に対し特別な体質があると勘づき何かと迫ることが多く彼や治兄妹からは少々迷惑がられることもある。ただ根は良い人である。
- 敬 - 阿藤海：明たちの隣家の住人でれい子の夫。妻同様、明の体質に勘づき無理やり迫っては彼らに迷惑がられる。ただ根は良い人。
- 塚本信夫
- 重行 - ベンガル：早百合の見合い相手で、不動産会社の御曹司。
- 高村 - 内藤典彦：治の友人。
- 七瀬なつみ
- 奈美 - 田村英里子：操の親友。
- 麻紀子 - 中山忍：操の親友。
- 三谷昇
- 高田 - 柳沢慎吾：「七曲署」刑事。
- 久美 - 藤村正美：早百合の妹。
- 渚 - 天久美智子：明のフィアンセと名乗る女性。再会するまで明の特殊体質を知らなかったが明本人から告白され狼姿を目の当たりにしても動じずそれでもいいと受け入れる。視力が悪くコンタクトとメガネを使い分けている。第15話から登場。
- マイク - 黒田アーサー：早百合の昔の恋人（第7話出演）
- ルー - 網浜直子：日系2世の少女。第12話・第13話にゲスト出演。明と同じく異性と接すると狼になり同性と接すると元に戻る特殊体質の持ち主。体質のせいで女性と恋愛ができないことを悩む明に「心から大切と思える人と出会うと狼に変身しない」ことを教える。
- 石黒の母 - 杉山とく子（第12話に出演）

## スタッフ
- 主題歌：スプリームス「恋はあせらず」（前期）、光GENJI「剣の舞」（後期）
- 演出：永山耕三、石坂理江子、塚田哲也、小林淳郎
- 脚本：武上純希、寺田憲史
- 音楽：日向大介
- 特殊メイク：スタジオAD（アデランス）
- CG：大村卓
- 特殊アニメーター：保江圓
- 技術協力：バスク
- スタジオ：国際放映
- プロデューサー：遠藤龍之介
- 制作著作：フジテレビ

## サブタイトル
※サブタイトルは各新聞テレビ欄記載のものによる。
| 話数 | 放送日          | サブタイトル                      | 脚本     | 演出       |
| ---- | --------------- | --------------------------------- | -------- | ---------- |
| 1    | 1988年 10月17日 | オオカミ男出現!                   | 武上純希 | 永山耕三   |
| 2    | 10月24日        | 抱かせてくれ!                     | 武上純希 | 永山耕三   |
| 3    | 10月31日        | 涙のダブルデート!                 | 寺田憲史 | 石坂理江子 |
| 4    | 11月7日         | 愛のダンシング                    | 寺田憲史 | 石坂理江子 |
| 5    | 11月14日        | 愛のラビリンス                    | 武上純希 | 永山耕三   |
| 6    | 11月21日        | 危険なバースデイ                  | 武上純希 | 永山耕三   |
| 7    | 11月28日        | 大人の恋って何!                   | 寺田憲史 | 塚田哲也   |
| 8    | 12月5日         | 涙の刑事物語                      | 寺田憲史 | 小林淳郎   |
| 9    | 12月12日        | 操に手を出すな!                   | 武上純希 | 石坂理江子 |
| 10   | 12月19日        | 花嫁を取り返せ                    | 武上純希 | 石坂理江子 |
| 11   | 1989年 1月16日  | 今夜限りのキッス                  | 寺田憲史 | 塚田哲也   |
| 12   | 1月23日         | 謎のオオカミ女                    | 寺田憲史 | 永山耕三   |
| 13   | 1月30日         | 露天ブロは大混乱                  | 寺田憲史 | 永山耕三   |
| 14   | 2月6日          | もう一人の恋人                    | 武上純希 | 石坂理江子 |
| 15   | 2月13日         | 恋のライバル登場                  | 武上純希 | 石坂理江子 |
| 16   | 2月20日         | 邪魔しないでよ!                   | 武上純希 | 小林淳郎   |
| 17   | 2月27日         | あばかれた秘密                    | 武上純希 | 永山耕三   |
| 18   | 3月6日          | 帰らないで!                       | 寺田憲史 | 石坂理江子 |
| 19   | 3月13日         | 愛が甦えるとき                    | 武上純希 | 永山耕三   |
| 20   | 3月20日         | 爆笑NG総集編! 光GENJIの素顔大公開 |          |            |